# Zdzisław Czapla

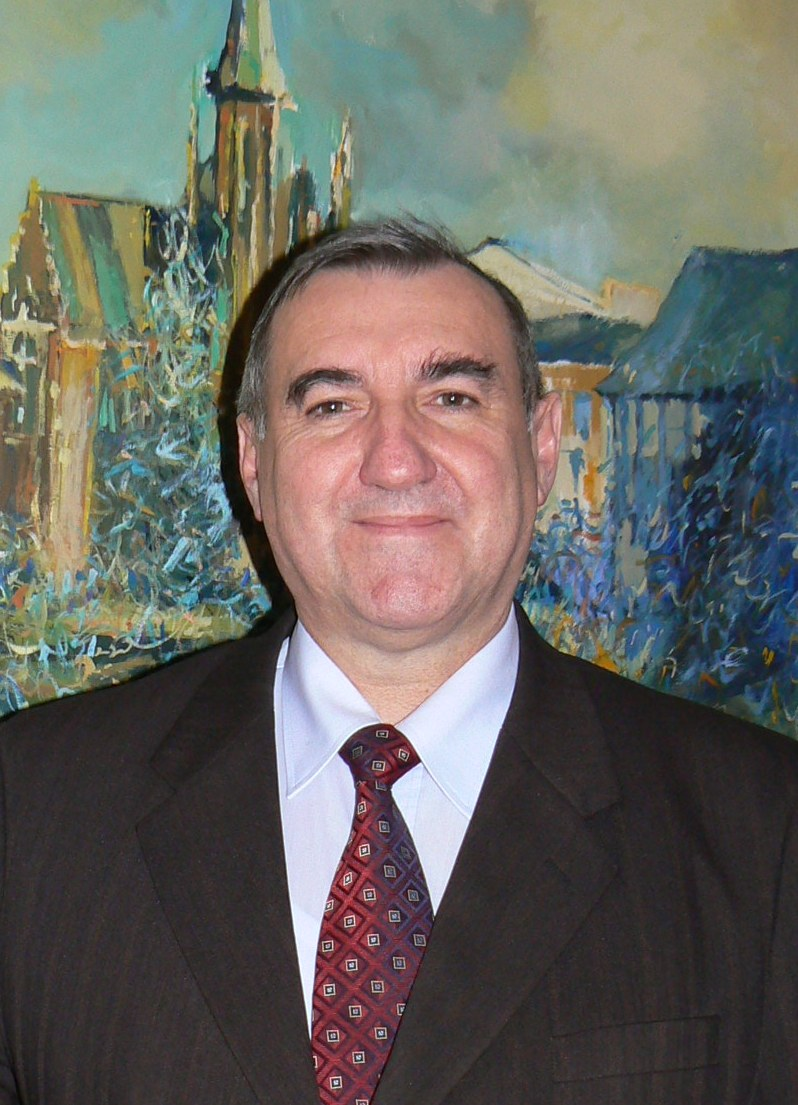
Zdzisław Czapla - burmistrz Turku w latach 2002-2014

Zdzisław Andrzej Czapla (ur. 12 stycznia 1949 w Żdżenicach) – polski górnik i samorządowiec, burmistrz Turku w latach 2002–2014.

## Życiorys
Syn Zofii i Stefana. W 1962 roku ukończył Szkołę Podstawową w Żdżenicach, następnie uczęszczał do I Liceum Ogólnokształcącego im. Tadeusza Kościuszki w Turku. Studiował na Wydziale Górnictwa Politechniki Wrocławskiej, gdzie uzyskał tytuł inżyniera górnika.
W listopadzie 1971 roku rozpoczął pracę w Kopalni Węgla Brunatnego „Adamów”, gdzie pracował na stanowisku m.in. nadgórnika, sztygara zmianowego, kierownika oddziału, nadsztygara i kierownika robót oddziałów kopalni w Bogdałowie i Adamowie. 9 grudnia 1981 roku został wybrany przewodniczącym rady pracowniczej, jego kadencja została jednak przerwana przez wprowadzenie w Polsce stanu wojennego. W 1982 roku ponownie został wybrany jej przewodniczącym i pełnił tę funkcję do 1990 roku. W czerwcu 1990 roku objął stanowisko dyrektora KWB „Adamów”.
W 2002 roku został wybrany na burmistrza Turku startując jako kandydat Towarzystwa Samorządowego, urząd burmistrza pełnił do 2014 roku. W wyborach samorządowych w 2014 roku przegrał wybory w drugiej turze uzyskując 33,79% głosów. W wyborach samorządowych w 2018 roku bezskutecznie kandydował z listy Towarzystwa Samorządowego do rady powiatu tureckiego. W wyborach w 2024 roku bezskutecznie kandydował do rady powiatu tureckiego z listy komitetu Prawo i Sprawiedliwość.
Był członkiem Naczelnej Rady Nadzorczej Zakładu Ubezpieczeń Społecznych i członkiem prezydium Konfederacji Pracodawców Polskich (przez 3 miesiące pełnił także funkcję prezydenta organizacji). Od 1995 roku wchodził w skład Rady Statystyki przy premierze RP. W 2017 roku został prezesem Turkowskiego Uniwersytetu Trzeciego Wieku, a 2023 prezesem Tureckiego Klubu Ekologicznego. 
Żonaty z Jadwigą, ma dwoje dzieci. 

## Odznaczenia i wyróżnienia
- Krzyż Kawalerski Orderu Odrodzenia Polski (2024)[8]
- Złoty Krzyż Zasługi (dwukrotnie)[1]
- Srebrny Krzyż Zasługi[1]
- Brązowy Krzyż Zasługi[1]
- Odznaka honorowa „Za Zasługi dla Miasta Turku” (1996)[1]
- Złoty Herb Powiatu Tureckiego (2023)[9]